# فالنتاين فورتين
فالنتاين فورتين (بالفرنسية: Valentine Fortin)‏ هي دراجة فرنسية، ولدت في 24 أبريل 1999 في تولوز في فرنسا.

## وصلات خارجية
- فالنتاين فورتين على موقع الاتحاد الدولي للدراجات (الإنجليزية)
- فالنتاين فورتين على موقع أرشيف الدراجات (الإنجليزية)
- فالنتاين فورتين على موقع إحصائيات الدراجات الإحترافية (الإنجليزية)
- فالنتاين فورتين على موقع CycleBase (الإنجليزية)
- فالنتاين فورتين على موقع أوليمبيديا (الإنجليزية)
- فالنتاين فورتين على موقع اللجنة الأولمبية الفرنسية (مؤرشف) (الفرنسية)